# Pipe Dreams (filme de 1916)
Pipe Dreams é um curta-metragem mudo norte-americano de 19, do gênero comédia, estrelado por Kate Price com o ator cômico Oliver Hardy.

## Elenco
- Kate Price - Maggie
- Oliver Hardy - Babe (como Babe Hardy)
- Joe Cohen - Butler
- Edna Reynolds